# Frutidor

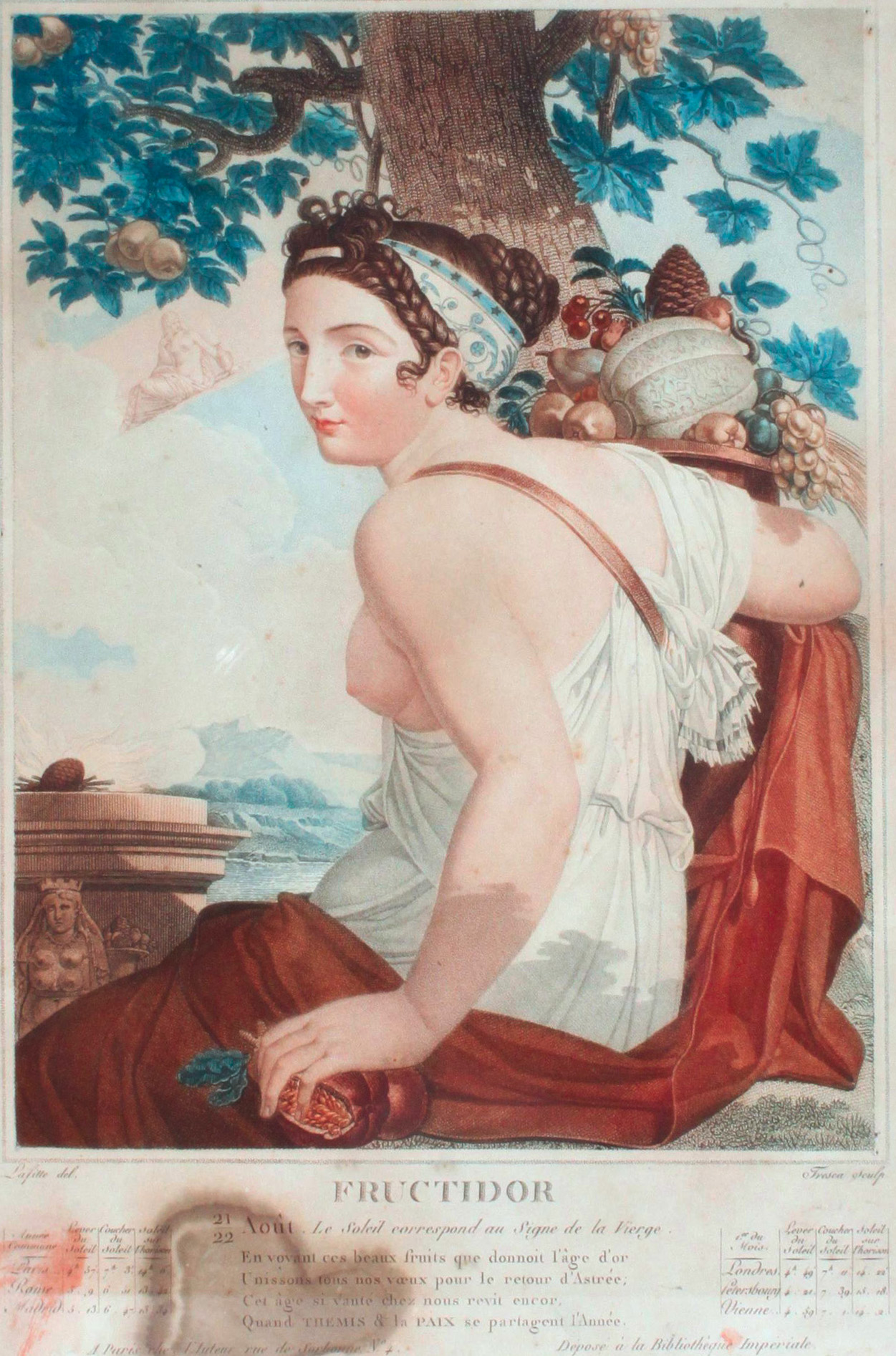
Alegoria do Frutidor

Frutidor (fructidor em francês) era o décimo-segundo e último mês do Calendário Revolucionário Francês que esteve em vigor na França de 22 de setembro de 1792 a 31 de dezembro de 1805.
O frutidor correspondia geralmente ao período compreendido entre 18 de agosto e 16 de setembro do calendário gregoriano; recobrindo, aproximadamente, o período durante o qual o sol atravessa a constelação zodiacal de Virgem.
O nome se deve às "frutas que o sol faz dourar e amadurecer de agosto a setembro", de acordo com os termos do relatório apresentado à Convenção em 3 brumário do ano II (24 de outubro de 1793) por Fabre d'Églantine, em nome da "comissão encarregada da confecção do calendário".